# Кубинський конвертований песо
Кубинський конвертований песо (ісп. Peso convertible) — паралельна валюта Куби. Замінює долари та спочатку була призначена для туристів та дипломатів.

## Історія
У часи СРСР на Кубі, крім основної офіційної валюти (кубинського песо) було три паралельних: сертифікат A (червоний), сертифікат B (зелений, аналог конвертованого песо) та долари, які вільно ходили нарівні з сертифікатами А і B. Співвідношення було 25 песо = 5 червоних = 1 зелений сертифікат. Національний банк Куби випускав також сертифікати C і D.
На початку 1990-х[уточнити] зміна «зелених» на конвертовані песо пройшла непомітно та майже одразу. Та й дозвіл на тримання доларів та конвертованих песо для місцевих жителів теж настав раптово і дуже швидко. Пізніше[коли?] було офіційно забороне ходіння долара паралельно з конвертованими песо, і долари стало необхідно змінювати в обмінних пунктах Cadeca (ісп. CAsa DE CAmbio - обмінний будинок). Біля обмінних пунктів стояли нелегальні міняйли, готові поміняти за вигіднішим курсом, але був великий ризик нарватися на шахраїв. Пізніше, зусиллями влади, міняйли практично зникли.

## Шахрайство
У зв'язку з ходінням двох валют на Кубі багато шахрайства — незнаючим туристам продається товар за еквівалент в конвертованих песо, який насправді продається за місцеві песо.

## Монети
Монети «червоних» сертифікатів були алюмінієві, в той час, як монети «зелених» були з важких сплавів. Після скасування сертифікатів весь їх дріб'язок автоматично став вважатися монетами конвертованого песо, тобто цінність алюмінієвих монет водночас зросла у 5 разів у своїй вартості. Також з'явилися монети нового зразка, яких раніше не було[джерело не вказане 4166 днів].

## Курс
Після скасування сертифікатів та введення конвертованого песо курс був вільний і на початку 1990-х доходив до більш ніж 100 кубинських песо за 1 конвертований песо (долар), збільшуючись мало не на 1 песо в день. Потім, внаслідок дефляції, курс повернувся до попередніх значень[джерело не вказане 4166 днів].

## Перехід до однієї валюти
23 жовтня 2013 опубліковано повідомлення Ради міністрів Куби про узгодження графіка реалізації заходів з уніфікації грошового обігу країни, що передбачають поступовий перехід від системи двох валют до єдиної кубинської валюти.